# 着払い
着払い（ちゃくばらい）とは、宅配便などで運賃を受取人払いにする運送方法。反対に運賃を差出人が払う方法を元払い（もとばらい）という。

## 概要
着払いは、通販業者側都合による通信販売の返品や、製造販売業者がリコールを行う際の返品受け付けおよび自主回収にも利用されている。また、悪徳商法のクーリングオフ時の商品返送にも利用されている。
着払いの利用の際は、受取拒否などのトラブルを避けるためにも、荷物を発送する前に、受取人に対し着払とすることの同意を得るべきである。
着払いは、商品代金等と引き換えに配達する代金引換とは異なるので注意を要する。

## 日本郵便の場合
日本郵便が提供するサービスで着払いが可能なのは、荷物のカテゴリに当たる「ゆうパック」・「ゆうメール」・「ゆうパケット」（旧「ポスパケット」）だけである。郵便物は着払いができない。故意に切手を貼らずに郵便ポストに郵便を差し出した場合、郵便法第84条1項により最大30万円の罰金刑が科せられる可能性がある。ただし、別途料金受取人払という制度がある。
なお、ゆうメールとポスパケットを着払いとする場合、手数料が21円かかる。受取人不在や受取拒否により荷物が差出人に返還される際は、差出人が更に21円加算した金額を支払わなければならない。そのため、差出人の住所氏名は外装に必ず記入しなければならない。

### ゆうパックの着払いについて
ゆうパックを着払いとする場合は、着払専用ラベル（紫地）を使用する。2010年7月以前は、郵便事業の窓口、郵便局の窓口への持込および集荷サービスを利用する場合に青地のラベルを使用することが可能だったが、現在は追跡番号の関係上利用することは不可である。なお、JPエクスプレスから継承した仕様のラベル場合、元払い・着払いとも白地であるが、元払い用は青枠、着払い用が赤枠が基調となっている（この場合は、元払い用を着払いに利用することは不可である）。
なお、2010年7月に開始されたセキュリティゆうパックの着払いの場合は、セキュリティゆうパック専用ラベル（緑地）を用いず、一般の着払い専用ラベル（紫地）を利用する。同年6月以前まで取り扱っていた、書留ゆうパックの場合は、書留ゆうパックの元払いに用いるラベル（緑地）で兼用していた。なお、JPEXから継承したラベルを利用した場合で、セキュリティゆうパックを送付する場合は、先のJPEX仕様の送り状で一般のゆうパックを送付するケースに准じて利用するかたちとなるが、「セキュリティ」と書かれたチェック欄のあるものを利用する必要がある。なお、JPEX名のラベルでは、当時のセキュリティサービスは着払の扱いがなかったため、利用は不可となる。
なお、代金引換ゆうパックの着払はできないので、あらかじめ引換金額に送料分を加算しておくなどの方法を取る。引換金額によっては、セキュリティゆうパック扱いとする必要があるため、当然それも加味する必要がある。同時に、代引手数料や振替料等も差出人負担であるため、同様に加味する必要もある。

## ヤマト運輸・佐川急便の場合
- ヤマト運輸の宅配サービスでは、一般的には宅急便において利用できる。専用の着払いラベル（オレンジ地）が用意されている。ちなみに、元払い用ラベルはピンク地である。
- 佐川急便の宅配サービスでは、一般的には飛脚宅配便において利用できる。専用の着払いラベル（ピンク地）が用意されている。ちなみに、元払い用ラベルは青地である。なお、2010年10月21日以降、取次店で順次配布開始となった新形式の送り状の場合は、着払いラベルが橙地、元払いラベルが緑地となっており、以降、元からのものを継承した色の送り状は、集荷・営業店ないしは直営サービスセンターでの差出用となっており、使い分けが必要になっている。